# ポーパス (SS-172)
ポーパス (USS  Porpoise, SS-172) は、アメリカ海軍の潜水艦。ポーパス級潜水艦の一隻。艦名はネズミイルカ科の総称に因んで命名された。その名を持つ艦としては5隻目。

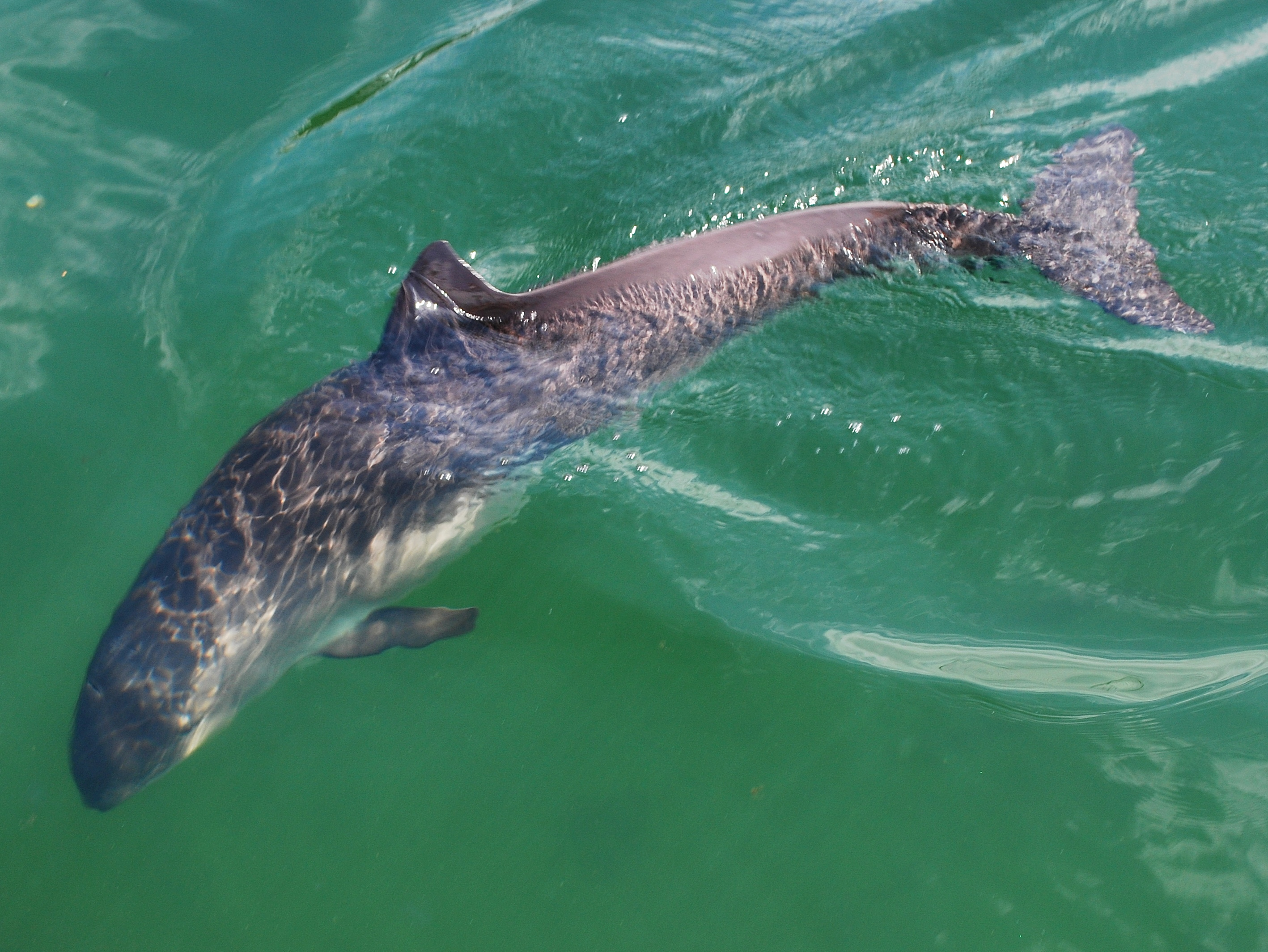
ネズミイルカ（Harbour porpoise）

## 艦歴
ポーパスは1933年11月1日にメイン州キタリーのポーツマス海軍造船所で起工した。1935年6月20日にエヴァ・クロフトによって命名、進水し、1935年8月15日に艦長スチュアート・S・マレー少佐の指揮下就役する。
整調後ポーパスはマイアミ、グアンタナモ湾などに立ち寄った後パナマ運河を通過し、1936年9月1日にサンディエゴで太平洋艦隊に合流した。西海岸沖での砲術および水雷訓練後、1937年4月から5月にかけてハワイ海域での演習第18次フリート・プロブレムに参加し、同年末にはメア・アイランド海軍造船所で広範囲オーバーホールが行われた。1938年1月に艦隊演習のため真珠湾に戻り、1939年11月19日にアジア艦隊に合流するためマニラに向けて出航した。1939年12月1日から1941年12月までポーパスはアジア艦隊の他の潜水艦と共に様々な演習を行った。

### 第1、第2、第3の哨戒 1941年12月 - 1942年3月
1941年12月8日の真珠湾攻撃時、ポーパスはフィリピンのオロンガポで修理の途中であった。当時の艦長はジョセフ・A・キャラハン少佐（アナポリス1924年組）であった。4基の主エンジン全てがオーバーホール中であり、後部バッテリーは取り外されていたが、必要な作業は記録的な時間で完了した。ポーパスは12月20日にマニラに移動した。
12月22日、ポーパスは最初の哨戒でリンガエン湾および仏領インドシナ沖の南シナ海に向かった。コレヒドール島沖の防御機雷礁を通過して外洋に出る。1942年1月7日にはインドシナ半島パダラン岬沖に到達し、のち南沙諸島を横切ってスールー海およびセレベス海方面へと移動する。1月22日からはマカッサル海峡の哨戒を行い、2日後の1月24日、ポーパスはバリクパパン沖に到達し、バリクパパン沖海戦の戦場を見たものの、爆雷攻撃で追い払われた。バリクパパンのオランダ軍は自領の油井を破壊中であった。1月27日、引き続きバリクパパン沖で哨戒していたポーパスは、2隻の駆逐艦あるいは小型巡洋艦に対して魚雷を発射したが、戦果を挙げることはできなかった。1月31日、ポーパスは39日間の行動を終えてジャワ島のスラバヤに帰投。艦長がジョン・R・マックナイト・ジュニア少佐（アナポリス1930年組）に代わった。
2月9日、ポーパスは2回目の哨戒でオランダ領東インド諸島海域に向かった。主に迎撃を中心とし、3月6日夕刻には名取型軽巡洋艦と思しき艦艇を発見するが、魚雷発射の態勢まで持ち込めなかった。3月13日にはロンボク海峡近海で朝潮型駆逐艦と思しき艦艇と輸送船を発見して魚雷を4本発射したが、命中しなかった。3月30日、ポーパスは49日間の行動を終えて西オーストラリアのフリーマントルに帰投した。
4月26日、ポーパスは3回目の哨戒で東インド諸島およびセラム島方面に向かった。5月8日午後、ポーパスはアンボン沖で哨戒中の特設駆潜艇第五拓南丸（日本水産、343トン）を発見。夕方、ポーパスは第五拓南丸に向けて魚雷を発射したが回避され、第五拓南丸は反撃に打って出た。第五拓南丸は爆雷を6発投下し、爆発の衝撃でポーパスの鋲を緩め、電池に損傷を与えた。また、発電機も一時停電して操作は人力頼みとなったが、幸いにもこれ以上の被害はなかった。5月10日、ポーパスは5名のパイロットを救助。5月13日から16日にかけてダーウィンに寄港後、真珠湾へ針路を向ける。その後、ポーパスはウェーク島南西方およびポンペイ島近海で、6月5日のミッドウェー海戦で負けて退却してくるであろう2隻の重巡洋艦と2隻の駆逐艦からなる日本艦隊を迎撃するよう命を受けたが、最終的には日本艦隊には遭遇しなかった。6月17日、ポーパスは53日間の行動を終えて真珠湾に帰投。メア・アイランド海軍造船所に回航されて、オーバーホールに入った。その際、攻撃力アップを企図して外装魚雷発射管が装備され、艦橋改修やレーダー設置、エンジン換装なども行われた。

### 第4、第5、第6の哨戒 1942年11月 - 1943年7月
11月30日、ポーパスは4回目の哨戒で日本近海に向かった。12月31日に2,000トン級貨物船に対して攻撃を行うも失敗。年が明けた1943年1月1日朝、ポーパスは釜石沖で北行第80船団と北行第82船団が並列で航行するのを目撃して攻撃し、北行第82船団中の貨物船連山丸（興国産業、4,999トン）を撃沈した。1月3日には金華山灯台沖で8隻の輸送船団を発見するも、第17号掃海艇の爆雷攻撃によって追い払われた。1月15日、ポーパスは47日間の行動を終えてミッドウェー島に帰投した。
2月6日、ポーパスは5回目の哨戒でマーシャル諸島およびトラック諸島方面に向かった。しかし、2月9日にウェーク島近海で浮上哨戒中に点検したところ、燃料系統に故障が生じているのを発見し、ミッドウェー島を経て真珠湾に引き返すこととなった。ポーパスは2月15日に真珠湾に到着し、修理が行われた。2月26日、修復なったポーパスは真珠湾を再度出撃。ジョンストン島を経由してクェゼリン環礁、ジャルート環礁方面を中心に哨戒。4月4日には北緯13度30分 東経161度56分 / 北緯13.500度 東経161.933度のエニウェトク環礁北方で特設給糧船興亜丸（極洋捕鯨、2,024トン）を撃沈した。4月15日、ポーパスは48日間の行動を終えて真珠湾に帰投。艦長がカーター・L・ベネット少佐（アナポリス1933年組）に代わった。
6月20日、ポーパスは6回目の哨戒でマーシャル諸島方面に向かった。6月30日にマロエラップ環礁近海で4,000トン級貨物船の撃沈を報じ、7月3日にもアイリングラップ環礁近海で7,000トン級貨物船の撃沈を報じた。7月15日にはウチリック環礁近海で100トンから150トン級のスクーナーを砲撃する。7月19日、ウェーク島とクェゼリン環礁間を哨戒中のポーパスは、北緯18度34分 東経166度20分 / 北緯18.567度 東経166.333度の地点で海軍徴傭船第二十御影丸（武庫汽船、2,718トン）を撃沈した。7月28日、ポーパスは36日間の行動を終えて真珠湾に帰投。これがポーパスの最後の哨戒となった。

### 退役・戦後
ポーパスは、より優れたガトー級潜水艦やバラオ級潜水艦の大量就役により第一線任務から退いた。真珠湾を出港してコネチカット州ニューロンドンに向かい、1943年9月に到着して同地で訓練潜水艦として使用されることとなった。ポーパスは1944年5月から6月にかけてフィラデルフィアでオーバーホールが行われた以外は、退役まで訓練任務に使用された。
ポーパスは1945年11月15日にマサチューセッツ州ボストンで退役し、同地で予備役状態のまま1947年5月8日まで保管、その後第8海軍管区に配属された。続く9年間、テキサス州ヒューストンで海軍予備役兵の訓練任務に従事し、1956年8月13日に除籍、1957年5月14日にルイジアナ州ニューオーリンズのサザン・スクラップ・マテリアル社にスクラップとして売却された。
ポーパスは第二次世界大戦の戦功で5個の従軍星章を受章した。
なお、「ポーパスは4月8日に誤って病院船高砂丸（大阪商船、9,315トン）を攻撃した」云々と記載するサイトが存在するが、1942年4月8日はフリーマントルに停泊中であり、1943年4月8日も攻撃を行ったという記録はない。